# Doc Hammer
Doc Hammer, pseudonimo di Eric Hammer (Ledyard, 2 febbraio 1967), è un doppiatore, musicista, sceneggiatore e produttore televisivo statunitense.
Si è esibito nei gruppi rock gotici Requiem in White, dal 1985 al 1995, e Mors Syphilitica, dal 1995 al 2002, entrambi con l'allora moglie Lisa Hammer. I suoi crediti cinematografici includono una serie di progetti di Lisa, pubblicati attraverso la loro società di produzione Blessed Elysium, in cui ha partecipato come scrittore, attore, compositore, designer e artista degli effetti visivi. Ha anche composto le musiche del film A.B.C. Manhattan del 1997.
Lui e Christopher McCulloch sono i co-creatori, scrittori ed editori della serie televisiva animata The Venture Bros., trasmessa dal 2004 al 2020, in cui Hammer presta la voce a diversi personaggi ricorrenti tra cui Billy Quizboy, Scagnozzo 21, Dott. Girlfriend e Dermott Fictel. La serie è prodotta dalla società Astro-Base Go di Hammer e McCulloch. Hammer è anche il cantante, chitarrista e compositore del gruppo musicale Weep, formatasi nel 2008. Nel 2021 ha fondato la band Pageant Girls con la cantante Ivy Jaff.

## Primi anni di vita
Hammer è nato a Ledyard nel Connecticut. Ha affermato che i suoi capelli crescono naturalmente sia neri che biondi, una condizione che attribuisce a "un problema di pigmentazione, a una voglia o a qualcosa del genere. Ma i miei capelli sono naturalmente così. Poiché le mie sopracciglia sono nere, mi tingevo tutta la testa di quel colore. Inoltre, mi piaceva assomigliare a Dracula per qualche stupido motivo." Egli soffre della malattia di Ménière, un disturbo dell'orecchio interno che può influenzare l'udito e l'equilibrio.  È un pittore ad olio autodidatta.

## Vita privata
Ha adottato lo pseudonimo di "Doc" a metà degli anni 2000.
Nel luglio 2018, Dark Horse Books, una divisione di Dark Horse Comics, ha pubblicato Go Team Venture! (L'arte e la realizzazione dei Venture Bros.) Il libro, scritto in collaborazione con Hammer, Christopher McCulloch e Kenneth Plume, descrive l'intera storia della creazione di The Venture Bros. episodio per episodio dalla prima alla sesta stagione.

## Filmografia

### Attore

#### Cinema
- Puss Bucket, regia di Lisa Hammer (1991)
- Pox, regia di Lisa Hammer (2011)

#### Televisione
- The Pox Show – serie TV (2012)

#### Cortometraggi
- Not Farewell, Sweet Flesh, regia di Lisa Hammer (1989)
- The Dance of Death, regia di Lisa Hammer (1997)
- Crawley, regia di Ben Edlund e Lisa Hammer (1999)

### Doppiatore
- The Venture Bros. – serie animata, 86 episodi (2003-2018)
- Ballmastrz: 9009 – serie animata, 2 episodi (2020)
- Robot Chicken – serie animata, 1 episodio (2022)

### Sceneggiatore
- Gia Torna (1990)
- Puss Bucket, regia di Lisa Hammer (1991)
- A Fixed Place of Heaven (1994)
- Dreams of the Many (1996)
- Crawley, regia di Ben Edlund e Lisa Hammer (1999)
- My Virgin Widows, regia di Lisa Hammer (2001)
- The Venture Bros. – serie animata, 52 episodi (2004-2018)

## Doppiatori italiani
Da doppiatore è sostituito da:
- Daniele Valenti in The Venture Bros. (Dott. Girlfriend)
- Luigi Ferraro in The Venture Bros. (Billy Quizboy)
- Sacha De Toni in The Venture Bros. (Dermott Fictel)
- Vladimiro Conti in The Venture Bros. (Signor Doe)